# Arrondissement de Boulay-Moselle
L'arrondissement de Boulay-Moselle est une ancienne division administrative française du département de la Moselle en région Lorraine.
Le 1er janvier 2015, il est fusionné avec l'arrondissement de Forbach pour constituer le nouvel arrondissement de Forbach-Boulay-Moselle.

## Composition
L'arrondissement de Boulay-Moselle était composé de trois cantons :
- canton de Boulay-Moselle ;
- canton de Bouzonville ;
- canton de Faulquemont.

Situation des anciens cantons de l'arrondissement
Canton de Bouzonville.
Canton de Boulay-Moselle.
Canton de Faulquemont.

## Administration
Liste des sous-préfets de l'arrondissement
- 1995-1998 : Paul Laville
- 1998-2001 : Jean-Michel Prêtre
- 2001-2006 : Jean-Pierre Martin
- 2006-17 mars 2008 : Claude Gobin